# Tarasa umbellata
Tarasa umbellata är en malvaväxtart som beskrevs av Antonio Krapovickas. Tarasa umbellata ingår i släktet Tarasa och familjen malvaväxter. Inga underarter finns listade i Catalogue of Life.